# Grégoire Kayibanda
Grégoire Kayibanda (Tare, 1 de maio de 1924 - Kabgayi, 15 de dezembro de 1976) foi um político ruandês e principal figura da Revolução Ruandesa, tendo uma participação chave na remoção da monarquia Tutsi e da instauração do regime Republicano em Ruanda.
Foi o segundo presidente da República de Ruanda e o primeiro eleito democraticamente no país. Durante o seu mandato, que durou 11 anos, fez diversas reformas politicas, economicas e sociais, aproximando Ruanda a União Sovietica, porem ainda assegurando sua neutralidade, mesmo tendo aproximado com os Sovieticos, Kayibanda ainda manteve relações com os Estados Unidos e mesmo tendo proibido qualquer tipo de atividade comunista na Ruanda, suas relaões Sovieticas continuaram, tendo banido a ideologia comunista na constituição Ruandesa, caçando a elite nobre Tutsi que antes fazia parte do governo Monarquista, aboliu todos os privilegios e leis raciais que afirmavam a supremacia dos Tutsis contra a maioria Hutu, e depois no fim do seu governo se viu forçado a afirmar o poder da etnia hutu, a qual pertencia, principalmente por pressão da crescente onda de nacionalismo e sentimento anti-Tutsi que acontecia em Ruanda, principalmente por conta do governo monarquista passado.

## Biografia
Antes da independência de Ruanda, em setembro de 1960, Kayibanda fundou o Partido do Movimento de Emancipação Hutu (Parmehutu) em 1957, quando também escreveu o "Manifesto Hutu".
Durante um ano e 6 meses (janeiro de 1961 a julho de 1962), foi o primeiro-ministro de Ruanda, sendo o primeiro a ocupar o cargo. Com a dissolução da monarquia, foi eleito presidente em outubro de 1962, e seu poder foi aumentando. Em 1965, o Parmehutu era o único partido legalizado em Ruanda, e nas eleições deste ano e em 1969, Kayibanda foi reeleito sem adversários. Em seu governo, a Constituição de 1962 proibiu atividades comunistas, e Kayibanda manteve relações cordiais com a China, embora criticasse as ações do país asiático em território africano. Ele ainda manteve uma postura neutra sobre o conflito árabe-israelense e a Guerra do Vietnã.
Em 5 de julho de 1973, o major-general Juvénal Habyarimana, que era Ministro da Defesa e também era primo de Kayibanda, depôs o presidente num golpe militar. Embora descrita como "sem derramamento de sangue", a ação teve como resultado a morte de 55 pessoas - maioria de oficiais, empresários e advogados próximos a Kayibanda, que foi mandado para um local desconhecido (provavelmente uma casa próxima a Kabgayi), juntamente com sua esposa e filhos. Kayibanda faleceu na madrugada de 15 de dezembro de 1976, a provavel causa da morte de acordo com as autoridades da Ruanda foi "Inanição" .